# Хостинг
Интернет хостинг услугата е услуга, която работи с интернет сървъри, позволяваща на организации и физически лица да обслужват съдържание в интернет. Има различни нива на обслужване и различни видове предлагани услуги.
Един от може би най-популярните видове хостинг е уеб хостингът. Повечето доставчици предлагат комбинирани услуги; e-mail hosting, например. DNS хостинг услугата е обикновено свързана с регистрация на име на домейн.
В общия случай интернет хостингът предоставя сървър, на който клиентът може да пусне всичко, което пожелае (включително уеб сървъри и други сървъри) и осигурява интернет връзка с много бърза честотна лента.
В действителност хостинг може да се осигури, от който и да е компютър, включително, персонален, който е свързан с интернет, но най-често това се предоставя като услуга от хостинг компании, които също така осигуряват широколентов достъп на сайта и файловете към интернет.

## Типове хостинг услуги

### Споделен уеб хостинг
Споделеният хостинг или shared hosting [2] е най-популярният вид уеб хостинг услуги. Нарича се така, защото на един сървър има определен брой потребители (уеб сайтове), които си поделят изчислителните му ресурси, дисковото пространство и инсталираните на машината софтуерни приложения. Всеки потребител получава отделна сметка с определени граници и параметри (дисково пространство, реализиран трафик, брой бази данни и т.н.). За управление на сметката се използва софтуер за автоматизация на уеб сървъри, или както популярно се нарича контролен панел. Контролният панел позволява на потребителите да управляват различните услуги (уеб, FTP, бази данни и т.н.) и хостинг сметките си като цяло. Най-разпространените хостинг контролни панели са cPanel и Plesk и са лицензирани и платени софтуерни продукти. Други популярни комерсиални контролни панели са DirectAdmin, Hosting Controller, H-Sphere, sPanel (българска разработка). Сред тези с GPL лиценз са LxAdmin, Webmin, Virtualmin, Usermin, SysCP.

### E-mail хостинг
Използва се за електронна поща. Чрез този тип хостинг потребителят може да избегне ползването на услугите на безплатните уеб пощи в интернет. E-mail адресът name@domain.tld може да бъде с името на хостинг провайдъра, а може да бъде и с името на домейна, който потребителят е регистрирал. Повечето хостинг провайдъри дават възможност за достъп до пощенските кутии през уеб интерфейс или чрез мейл клиент инсталиран на компютъра на потребителя, използващ протоколите POP3 и IMAP. При mail хостинга потребителят има възможност за създаване на множество пощенски кутии с едно и също TLD (домейн от първо ниво) име на домейн.
Пример за адреси на потребителски пощенски кутии:
- 1@myname.com
- 2@myname.com
- ...@myname.com и т.н.

При този тип хостинг, за разлика от услугите на безплатните уеб пощи, потребителят избягва прикачването на рекламни послания към неговите писма, каквато е практиката на почти всички безплатни уеб базирани пощи.

### Файлов хостинг
Основна статия: Файл хостинг.
Файловият хостинг е близък до споделения уеб хостинг, като при него на сървъра не се разполагат уеб сайтове и уеб приложения, а се съхраняват файлове. Предимството, което дава файловият хостинг, е надеждното съхранение на информацията, както и възможността да бъде прочетена от всеки един компютър в интернет пространството, с подходяща за бърз трансфер скорост. Най-често се използва за съхранение и архивиране на големи масиви от данни, които да бъдат достъпни от различни точки на света. Файлов хостинг ползват големи корпорации състоящи се от множество филиали, фирми с международни представителства и т.н.

### Dedicated хостинг
За разлика от споделения (shared) хостинг при dedicated (посветен) хостинг клиентските приложения не споделят ресурсите на сървъра с други приложения на други потребители. Освен това сървърът ползва и пълния капацитет на предоставената линия към интернет. По този начин дадено приложение ползва целия хардуерен ресурс на сървъра, на който е разположено, системните настройки са изцяло съобразени и оптимизирани според потребностите му, а потребителят има пълен контрол върху сървъра. Най-често инсталираните операционни системи са Linux, FreeBSD и Windows. Този тип хостинг е предназначен за уеб сайтове и уеб приложения генериращи голямо хардуерно натоварване, непосилно за ресурсите на споделения хостинг. Обикновено dedicated хостинг се препоръчва, като решение за сайтове с над 15 000 посещения на ден, големи онлайн магазини и портали, масови онлайн игри и др.

### Виртуален сървър
Виртуалният сървър е понятие, което по своето значение стои някъде по средата между 'shared' и 'dedicated' хостинг. При него един физически сървър се разделя на няколко независими виртуални сървъри. Сам по себе всеки такъв виртуален сървър може да се разглежда като 'dedicated', защото на него се инсталира отделна операционна система според нуждите на клиента, която поддържа приложения само на определен клиент. Най-често използваният софтуер за 'виртуализация' на сървъра е XEN, VMware, FreeVPS, User-mode Linux, Virtuozzo, OpenVZ и др. Настройките на сървъра са максимално оптимизирани за работата на конкретното приложение и ресурсите които то може да използва са далеч повече от предоставяните при shared хостинга. Препоръчва се за уеб сайтове и приложения изискващи специфични настройки на операционната система, както и генериращи голямо сървърно натоварване.

### Облачен хостинг
Облак-хостинг, хостинг в облак или на английски cloud hosting е понятие, което произтича от Cloud computing (изчисления в облак), тоест отнася се до хостинг услуга, базирана на изчисления в облак-поколение инфрастрактура от сървъри. За Cloud хостинг може да се счита услуга, която отговаря на следните условия: изградена е от група от сървъри, които обединяват изчислителните си ресурси, използва автоматизирана система балансиране на натоварването, има излишък на ресурси (памет, дисково място и процесорно време), достъпна е винаги, когато потребителите ѝ се нуждаят от повече натоварване, има динамично променливи ресурси и системата от сървъри ги разпределя веднага (автоматично), при заявка на потребителя, гъвкава е и позволява безпроблемно увеличаване и намаляване на използваните обеми.
Cloud хостинг услугите са тясно свързани с използването на технологии за виртуализация. Повечето Cloud хостинг поколение инфраструктури използват някаква технология за виртуализация, за да осъществят процес на абстракция на ресурсите на сървърите си и да отделят в управлението им физическите масиви, които осигуряват въпросните ресурси.

## Характеристики на уеб хостинга

### Скорост
Влияе над това колко бързо ще зареди уеб сайтът или приложението. Ако хостингът се разполага на сървъри със SSD и физическата локация на дата центъра е близо до посетителите, то тогава скоростта ще бъде по-бърза. Последната тенденция е хостинг компаниите да предлагат сървъри с NVMe SSD.

### Свързаност
Свързаността е количеството данни, което физически може да бъде изпратено през съответната мрежа, кабел и т.н. от сайта към крайните потребители за точно определен времеви период – обикновено на месец.

### Съхранение на данни
Количественото пространство, на което се съхраняват елементите на уебсайта или приложението. Колкото повече информация има (изображения, видеа, музикални файлове) толкова по-голямо хостинг пространство ще е необходимо.

### Скалируемост
Важно е, когато се избира уеб хостинг услуга, да е ясно дали има възможност за ъпгрейд или скалиране. Различните етапи на развитие на уебсайта са свързани с повишаване на ресурсите, за да се издържи на натоварването (уеб трафика) с времето.

### Контролен панел
За да се управлява уеб хостинг акаунта, е необходим контролен панел. Тези платформи дават възможност за създаване на бекъп, инсталиране на приложение на хостинга, FTP достъп, повишаване на защитата и други. Какво се намира в контролния панел зависи от хостинг компанията. Най-популярният контролен панел при споделен хостинг е cPanel. При VPS хостингът най-често се използва Virtualmin.

### Поддръжка
В случай на проблем с уеб хостинг услугата е препоръчително да има специализирано лице, което да може винаги да се потърси за помощ. Това обикновено са тренирани системни администратори и технически лица, които помагат за отстраняването на даден проблем.